# Thomas Moran
Thomas Moran (Bolton -Gran Manchester- (Regne Unit), 12 de febrer de 1837 -Santa Bàrbara (Califòrnia), 25 d'agost de 1926) fou un paisatgista estatunidenc. La seva visió del paisatge de l'Oest dels Estats Units d'Amèrica va ésser molt important per a la creació del Parc Nacional de Yellowstone. Hom l'adscriu a l'Escola del Riu Hudson, però de vegades hom el considera pertanyent a la sub-escola de les Rocky Mountains, juntament amb altres paisatgistes com Albert Bierstadt,Thomas Hill i William Keith.

## Biografia

### Joventut i aprenentatge
Thomas Moran emigrà l'any 1844 a Filadèlfia (Pennsilvània). El seu interés en l'art fou en bona part a causa de la influència del seu germà gran Edward (1829-1901), un pintor de marines. Entre 1853 i 1855, Moran va aprendre l'ofici de gravador a la firma Scattergood & Telfer. L'any 1856, a l'estudi del seu germà gran, Moran va aprendre no només d'aquest, sinó també de notables artistes com el pintor de marines James Hamilton (1819-1878), el paisatgista alemany Paul Weber (1823-1916) i el gravador John Sartain (1808-1897). Fou segurament dins aquest cercle d'artistes on Moran va exposar per primera vegada algun gravat basat en J. W. Turner, per qui sempre va sentir una gran admiració. Fou molt probablement de James Hamilton, un notable aquarel·lista, de qui va rebre la instrucció inicial d'aquesta tècnica, de la qual esdevingué posteriorment un mestre.

### Activitat artística
Des de l'any 1856 va exposar regularment a la Pennsylvania Academy of the Fine Arts, de la qual esdevingué membre l'any 1861. L'any següent, va viatjar a la Gran Bretanya, visitant les poblacions i els castells de Windsor, Arundel, Dover i Hastings. A la tornada als Estats Units (febrer de 1863) es va casar amb Mary Nimmo Moran (1842-1899) qui esdevingué una notable mestre de l'aiguafort. L'any 1866, va exposar a la National Academy of Design l'obra Autumnal Woods (1865), i va viatjar a Europa durant un any, visitant J-B Camille Corot i exposant a la Exposició Universal de París de 1867.
L'any 1842, Moran va anar per primer cop a l'Oest dels Estats Units, en una expedició de la United States Geological and Geographical Survey of the Territories, a l'aleshores anomenada Yellowstone region (actualment Wyoming i Montana), comandada per F. V, Hayden, i amb W. H. Jackson, les fotografies del qual van ajudar Moran a compondre les seves obres. De retorn, es va establir a Newark (Nova Jersey) on va realitzar el seu primer llenç de gran mida a l'oli basat en l'Oest: Grand Canyon of the Yellowstone (1872), que li va donar gran reputació quan el Congrés dels Estats Units el va comprar per 10.000 $.
L'any 1872, amb la seva muller, va viatjar a la vall de Yosemite, realitzant nombrosos esbossos, i l'any 1873 va anar a una expedició al Gran Canyó, comandada per John Wesley Powell, fent esbossos que vant tenir per resultat The Chasm of the Colorado (1873), un llenç d'igual mida que la seva anterior obra mestra. Moran va continuar visitant l'Oest al llag de la seva vida: Muntanyes Rocoses (1874), Sierra Nevada i Grand Teton (1879), Mèxic (1883), Yellowstone (1900) i revisitant el Gran Canyò gairebé anualment fins a la seva mort. També va revisitar diverses vegades Europa, essent molt notable el viatge de l'any 1882 a Gal·les, Escòcia i Anglaterra, on John Ruskin va lloar la seva obra i va comprar-li algunes aquarel·les i aiguaforts. L'any 1883, Moran va ser elegit membre de la National Academy of Design. Des de finals del segle xix, la crítica especialitzada va començar a perdre l'interès per la seva obra, però el públic popular, mitjançant les reproduccions per cromolitografia, va continuar gaudint de les seves obres.